# Concrete Blonde (Album)
Concrete Blonde ist das erste Musikalbum der US-amerikanischen Alternative-Rock-Band Concrete Blonde nach deren Umbenennung. Bei einem französischen Indie-Label war zuvor eine EP unter dem Bandnamen Dream 6 erschienen. Dieser konnte nicht weiterverwendet werden, weil die Namensbestandteile in der Musikszene zu häufig vorkommen und er daher zu wenig Eigencharakter besaß. Ein neuer war Bedingung für einen Plattenvertrag bei I.R.S., dessen Boss Miles Copeland III wenigstens nicht – wie andere Interessenten – in die musikalische Ausrichtung eingreifen wollte. Für eine unbekannte Band nicht selten, kam auch die Vermarktung dieses Debütalbums langsam in Schwung. So bedingten Lizenzierungsvorgänge, dass manchmal vom Erscheinungsjahr 1987 die Rede ist.

## Gastmusiker
James Mankeys Bruder Earle, mit dem er früher gemeinsam bei den Sparks tätig war, fungierte in erster Linie als Produzent, ließ es sich aber nicht nehmen, beim melodischen Dance Along the Edge mit dem Synthesizer für sparsame Toneinsprengsel zu sorgen. Offiziell wird er nicht als „Gastmusiker“ aufgeführt. Einen Instrumententausch nahmen Napolitano und Mankey bei Little Sister vor.

## Titelliste
1. True (James Mankey, Johnette Napolitano) – 2:59
2. Your Haunted Head (Johnette Napolitano) – 2:46
3. Dance Along the Edge (Johnette Napolitano) – 5:29
4. Still in Hollywood (Johnette Napolitano) – 3:42
5. Song for Kim (She Said) (James Mankey, Johnette Napolitano) – 4:07
6. Beware of Darkness (George Harrison) – 3:43
7. Over Your Shoulder (James Mankey, Johnette Napolitano) – 3:22
8. Little Sister (Johnette Napolitano) – 3:52
9. (You're the Only One) Can Make Me Cry (Johnette Napolitano) – 2:16
10. Cold Part of Town (Johnette Napolitano) – 3:10
11. True (instrumental) (James Mankey) – 2:22

Nur auf CD-Re-Release von 2004:
1. It'll Chew You Up and Spit You Out (Johnette Napolitano) – 4:32

## Songinfos
Der Titel True bildet die Klammer des Albums: Es beginnt mit der Textversion und endet mit der Instrumentalversion. Erstere wurde von Propagandhi in deren Hardcore/Punk-Stil (schneller – deshalb noch nicht einmal zwei Minuten lang) gecovert. Bei Concrete Blonde ist er in Pop-Nähe gerückt, wie auch Dance Along the Edge; beides wurde als Single ausgekoppelt. Im Kontrast dazu war die dritte Single der nach Punk klingende Song Still in Hollywood. Er handelt von der Hassliebe zu Hollywood mit seinen schrägen und heruntergekommenen Gestalten. Eine gemächliche Rock-Nummer ist Cold Part of Town, während Your Haunted Head Uptempo-Rock ist. Beide Stücke ergänzen die Thematik der Schattenseite des Glamour-Bezirks mit seinen illustren Existenzen. Weiteren Rock bietet Song for Kim, in Richtung Wave tendiert Little Sister und in Richtung Country (You're the Only One) Can Make Me Cry. Ein George Harrison-Cover ist das getragene Beware of Darkness. Das von Mankey komponierte Over Your Shoulder ist wiederum ein schnelles Stück, dem Napolitano eine beinahe gespenstische, zumindest für die angesprochene Person beklemmende Aussage verpasst hat. Es war somit geeignet, in Horror- und Mysteryfilmen eingesetzt zu werden. In The Hidden – Das unsagbar Böse sowie in The Texas Chainsaw Massacre Part 2 fand neben diesem auch Your Haunted Head Verwendung, in The Hidden zusätzlich Still in Hollywood.

## Artwork
Das Front-Cover zeigt hell-beige Kacheln oder Gehwegplatten, durch die ein Riss verläuft, den ein Bandfoto (das Trio posiert an einer Straßenkreuzung) teilweise überdeckt. Der rotbraune Bandschriftzug ist oben rechts platziert. Er wird von Schreibmaschinen-Lettern gebildet, wobei zwei Lettern mitten im Wort groß sind und viele verwackelt, wie wenn man die Hochstelltaste flüchtig bedient hat oder die untere Blattkante erreicht ist oder die Maschine eine Abnutzungsmacke hat. Ein auf Schreibmaschinentypen basierendes Bandlogo wird später auf der Booklet-Vorderseite der Rarities-CD Still in Hollywood, die also einen der Tracklist dieser Platte entlehnten Titel trägt, wiederkehren. Und schließlich noch einmal beim Album Group Therapy, welches Concret Blondes „Wiederkehr“ nach der Auflösung 1995 markiert.
Das der LP beiliegende Textblatt erinnert an Patchwork oder Panels, da jeder Songtext handschriftlich in unterschiedlich formatige „Kästchen“ eingetragen und mit Zeichnungen verziert wurde, die, zusammengefügt, ein plakatartiges Ganzes ergeben. Einige Motive werden bei späteren Veröffentlichungen aufgegriffen werden, als da wären die Spielkarten-Symbole bei Free, die ebenso „im Inneren“ versteckt sind wie bei Walking in London (bei dessen Auskopplung Ghost of a Texas Ladies' Man Spielkarten gleich vorne auf dem Cover untergebracht wurden) sowie die tanzenden Skelette auf Mexican Moon. In der CD-Ausgabe befinden sich die einzelnen Segmente voneinander getrennt auf eigenen Booklet-Seiten.
Ersonnen wurde das Konzept von Johnette Napolitano, umgesetzt dann vom guten Freund Ron Scarselli, einem Grafik-Designer und Maler aus dem Umfeld von R.E.M.-Mastermind Michael Stipe, der selbst ein Napolitano-Kumpel ist. 1990 wird sie Scarselli nach seinem frühen Tod das Album Bloodletting widmen.

## Rezeption
Die Internet-Plattform Allmusic vergab 2 von 5 möglichen Sternen.